# 동화중학교 (경기)
동화중학교(東和中學校)는 대한민국 경기도 남양주시 다산동에 있는 사립 중학교이다.

## 학교 연혁
- 1950년 6월 5일 : 학교법인 도농학원 설립
- 1965년 3월 1일 : 이춘우 이사장 취임
- 1965년 3월 1일 : 제1대 이정현 교장 취임
- 1971년 10월 31일 : 본교사 증축
- 1976년 6월 30일 : [도농] 교명을 [동화]로 변경
- 1978년 11월 11일 : 교사 신축(4층 27교실)
- 1982년 10월 1일 : 교사 신축 완공(3층)
- 1984년 10월 1일 : 대강당 완공 및 운동장 확장 스탠드 및 사열대 완공
- 2010년 8월 22일 : 유동욱 이사장 취임
- 2021년 3월 1일 : 제16대 강종근 교장 취임
- 2024년 2월 7일 : 제71회 209명 졸업(총 22,967명)

## 참고 자료
- 동화중학교 - 한국교육학술정보원 학교알리미